# Разрушение Рапперсвиля
Разрушение Рапперсвиля — часть конфликта между изгнанными из Цюриха прежними членами городского совета и союзными им Габсбургами (основной и побочной ветвью) с новой властями Цюриха, поддерживаемыми дворянами и ремесленниками.

## Предыстория

### Изгнание членов городского совета Цюриха
До сих пор не выяснено, было ли изгнание управлявших городским советом Цюриха «избранных» ,предыдущего городского совета Цюрихаили спор между рыцарем Гётцем Мюльнером и некоторыми его представителями с самого начала создавало давление.
С 8 июня по 18 июля 1336 г. 12 или 22 советника, большинство из которых были выходцами из купеческого патрициата, были изгнаны из города Цюрих со своими семьям. Большинство ссыльных бежало в Рапперсвиль к графу Иоганну I фон Габсбург-Лауфенбург, который, вероятно, надеялся на погашение своих долгов перед некоторыми изгнанниками и городом Цюрих, если они вернут себе свои старые должности. Под покровительством графа Иоганна I изгнанники в Рапперсвиле сформировали контрправительство из «внешнего Цюриха» с целью дестабилизации режима Бруна в Цюрихе.
Цюрих нашёл поддержку у графа Тоггенбурга Крафта III, который стремился занять выгодное положение между Швейцарским союзом и Габсбургами и конфликтовал с графом Иоганном I из-за замка Гринау, который обеспечивал стратегически важную переправу через Линт между Цюрихским и Валенским озёрами. В битве при Гринау 21 сентября 1337 года цюрихцы победили графа Иоганна I, который погиб в бою вместе с Крафтом. Это спровоцировало вмешательство австрийского герцога Альбрехта II Габсбурга, который вынудил Цюрих отказаться от всех завоеваний и передать свое имущество изгнанникам, от чего город Цюрих отказался. На несколько лет в регионе воцарилось спокойствие.
С помощью своих партизан в городе контрправительство «внешнего Цюриха» продолжало планировать свержение режима Бруна и нашло новую поддержку у достигшего совершеннолетия графа Иоганна II. Говорят, что графу Иоганну II фон Рапперсвилю, который был ещё несовершеннолетним, когда умер его отец, было предложено погашение всех долгов и выкуп поместий Воллерау и Пфеффикон, которые были заложены городу Цюриху.
Достигшему совершеннолетия графу Иоганну II сосланные советники могли предложить погашение всех долгов и выкуп заложенных Цюриху поместий Воллерау и Пфеффикон. Граф продолжил междоусобицу во второй половине 1340-х годов и, как и его отец, стал лидером коалиции против режима Бруна. С июля 1347 по июнь 1348 года он захватил аббата Конрада II фон Гёсгена во время набега на Пфеффикон в период, но затем освободил 26 июня 1348 г и вернул Пфеффикон.
Johann II. führte den Kleinkrieg vermutlich in der zweiten Hälfte der 1340er-Jahre weiter und wurde wie sein Vater zum Führer der Koalition gegen das Brun’sche Regime.

### Цюрихская ночь убийств
В ночь с 23 на 24 февраля 1350 года в городе Цюрихе произошла попытка государственного переворота: союзники изгнанных членов совета в городе должны были пропустить союзников через ворота, после чего Брюн со своими сторонниками должен был быть убит.
Противоборствующие стороны сражались чрезвычайно ожесточенно, уличные бои завершились победой сторонников мэра: всего погибло 28 человек, в том числе 15 не горожан. Брун увез с собой 18 заключённых, 17 было обезглавлено. Граф Иоганн II фон Рапперсвиль-Лауфенбург оставался в заключении в цюрихском Велленберге около двух лет.